# ديفيد رولاند
ديفيد رولاند (بالإنجليزية: David Roland)‏ هو منتج أفلام ومخرج أمريكي، ولد في 8 فبراير 1930.

## وصلات خارجية
- ديفيد رولاند على موقع IMDb (الإنجليزية)